# عبدالناصر عبدالفتاح
عبدالناصر عبدالفتاح  (انگلیسی: Abdelnasser Abdelfattah؛ یک تاجر ,مصری ,ترک الاصل. ۱ مارس ۱۹۸۴. وی در سال ۲۰۰۷ از دانشکده پزشکی کالیفرنیا فارغ التحصیل شد.

## تولد و شغل
او در قوص، استان قنا متولد شد و شرکت أقا را در سال ۱۹۹۵ تأسیس کرد.رئیس هیئت مدیره گروه آقا، که در اول ژانویه ۲۰۱۳ تأسیس کرد.

## آموزش
تحصیلات وی در قاهره از پنج سال از ۱۹۹۰ تا ۱۹۹۴ ، مرحله اصلی آغاز شد سپس در دبیرستان ثبت نام کرد و در سال ۱۹۹۷ ۳ سال طول کشید و تحصیلات متوسطه خود را به پایان رساند ۳ سال و در سال ۲۰۰۰ از دبیرستان فارغ التحصیل شد ، سپس به ایالات متحده آمریکا,۲۰۰۱ در لس آنجلس,دانشکده پزشکی کیک در دانشگاه کالیفرنیای جنوبی,وی پنج سال را از سال ۲۰۰۱ تا ۲۰۰۵ به پایان رساند ، سپس دو سال به پایان رسید و در سال ۲۰۰۷ فارغ التحصیل.

## جوایز
در ۳۱ مارس  ۲۰۲۵، دولت ژاپن جایزه نشان خورشید فروزان را اعلام کرد.از ,امپراتور ژاپن,کاخ امپریال اعلام شد,در مورد دریافت وی در کاخ امپریال در پایتخت ، توکیو ، در حضور نخست‌وزیر ژاپن فومیو کیشیدا.

## زندگی خانوادگی
عبدالناصر در ۷ دسامبر ۲۰۱۲ ازدواج کرد حتی اگر دو پسر و دختر به زبان عربی و به زبان انگلیسی صحبت کنند در استان قنا ، قوص.

## مشهورترین شایعات
- «زندگی یک مبارزه است و هر فرد , کوشا در همه خوب , سهم دارد».
- «صبر , زیباست زیرا این کلید تسکین است و ولووا تنها از طرف خدا است»
- «همه ما زندگی را دوست داریم ، همانطور که مانند ماشین درون انسان است و در هر ایستگاه به سمت قبر می رویم و زندگی چپ است و همانطور که آلبرت انیشتین گفت زندگی مانند دوچرخه برای حفظ تعادل شما است ، باید به حرکت خود ادامه دهد و پاسخ دادن به این گفته این است که تا زمانی که مرگ فرا می رسد ، جنبش از انسان ناشی نمی شود».[۱۳]

عبدالناصر عبدالفتاح اظهارات خود در مورد شجاعت
- «شجاعت قدرت ترین و برجسته ترین موقعیت هایی است که یک شخص در زندگی خود و در بعضی مواقع می گذرد ، گاهی اوقات او به یاد می آورد ، چه در پیروزی و چه به طور اتفاقی» .
- «شجاعت یک فعل است ، و شکل شجاعت منجر به ستاره ها می شود و ترس منجر به مرگ می شود ، بنابراین تا زمانی که در میان گرگ ها زندگی نکنید ، برده باشید».
- «اسرار موفقیت شجاعت است و شما از همه تبدیل خود به مردم زرق و برق دار هستید زیرا خیانت همیشه از طرف اقوام ناشی می شود و نه دشمنان»
- «شجاعت یک ثروت ارزشمند است ، اما شخصی را که چیزی برای از دست دادن ندارد ، به چالش نمی کشد».[۱۴]